# سم دیکسون
سم دیکسون (انگلیسی: Sam Dickinson؛ زادهٔ ۱۱ ژوئیهٔ ۱۹۹۷) ورزشکار ورزش سه‌گانه اهل بریتانیا است.
وی در مسابقات کشوری و بین‌المللی در مجموع برندهٔ ۱ مدال طلا، ۱ مدال نقره، ۱ مدال برنز شده است.